# Store Lars
Store Lars er en dansk romantisk komedie-serie produceret og vist af TV3, der havde premiere den 23. april 2020. I serien spiller komikeren Lars Hjortshøj sig selv i et univers, der er en blanding af fiktion og virkelighed. Den handler om, hvordan Lars prøver at få sit store gennembrud og søger respekt fra de finere kulturelle kredse. Efter at have bygget en karriere op som standup-komiker, børneunderholder og med småroller i tv-serier vil han gerne anerkendes. Han vil spille med i Shakespeare-teaterstykker og have kulturelitens accept. Han vil være ’Store Lars’, som seriens titel hentyder til. Men Lars oplever gang på gang latterliggørelse og havner i ynkelige og pinagtige situationer i sin søgen efter anerkendelse.
Udover Hjortshøj i hovedrollen medvirker Julie Agnete Vang, Martin Brygmann, Ellen Hillingsø og Kasper Leisner. Hjortshøj er hovedforfatter på serien sammen med Maj Bovin og Søren Frellesen. I serien optræder ofte gæstestjerner som Camilla Martin, Joachim Boldsen, Jan Gintberg, Nabiha, Søren Rasted, Dejan Cukic, Preben Elkjær, Nikolaj Koppel, Martin Jørgensen, Linda P og Rane Willerslev.
Serien starter med at han skal skilles fra sin hustru (Hillingsø), som har en affære med installationskunstneren (Leisner). Hans nabo (Brygmann) hjælper Lars med at komme videre og score kvinder, men Lars vil bare gerne danne par med børneteaterskuespilleren Julie (Vang). Han anstrenger sig for at imponere hende.

## Produktion
Optagelserne startede den 1. april 2019.